# سيتشان (شوي بانة)
سیتشان (بالفارسية: سیچان) هي قرية تقع في إيران في البلدة المركزية. يقدر عدد سكانها بـ 160 نسمة بحسب إحصاء 2016.